# Нікомах (художник)
Нікомах (356 чи 360 — 320 р. до н. е.) — давньогрецький художник. Цицерон порівняв його з Апеллесом.
Картини:
- «Викрадення Прозерпіни»
- «Одіссей і Аполлон»
- «Артеміда»
- «Сивіла»
- «Вакханка і сатири» та ін.